# Приморский региональный парк
Приморский региональный парк расположен между городами Клайпеда и Паланга вдоль побережья Балтийского моря на территории Литвы.  Был основан осенью 1992 года, занимает площадь размером более 5000 га. Достопримечательностями парка являются озера, аллеи, широкие пляжи с белым песком, места обитания редких птиц и животных, которые занесены в Красную книгу. Многие архитектурные достояния не сохранились до наших времен. Целью создания парка было сохранение фауны и развитие туризма в Литве.

## На территории парка расположены
- Плачяйский природный заказник — расположенный вблизи к населенному пункту.
- Ландшафтные заказники в Шайпяй и Немирсет.
- Заказник «Шапка голландца» — холм высотой 24 метра, который появился при схождении ледников.
- Ботанический заказник в Кареле.
- Талассологический и этнокультурный заказники, расположенные в Каркле.
- Ботанико-зоологический заказник в Калоте.
- Плоцис и Калоте — названия озер, расположенных на территории Литвы (образовавшихся в период таяния ледников). Где ранее было море под названием Литората.

## Культурное наследие
Южная часть Каркле является старинной местностью, сохранившейся по сей день. Такие деревни как Даргужяй, Брузделинас, Грабяй и Калоте, а также некоторые имения в Немирсете и Шайпяе. На территории Шайпы расположены два одноэтажных усадьб в форме прямоугольника, построенные в начале 20 века. Курхаус (немецкий спа-отель) был восстановлен в Немирста. Старинный корабль спасательной станции, построенный в начале 20-го века и сохранившийся на побережье.